# 737 (numero)
Settecentotrentasette (737) è il numero naturale dopo il 736 e prima del 738.

## Proprietà matematiche
- È un numero dispari.
- È un numero composto con 4 divisori: 1, 11, 67, 737. Poiché la somma dei suoi divisori (escluso il numero stesso) è 79 < 737, è un numero difettivo.
- È un numero semiprimo.
- È un numero palindromo nel sistema numerico decimale, nel sistema posizionale a base 12 (515) e in quello a base 23 (191) .
- È un numero intero privo di quadrati.
- È parte delle terne pitagoriche (737, 2184, 2305), (737, 4020, 4087), (737, 24684, 24695), (737, 271584, 271585).
- È un numero ondulante, ovvero formato da una sequenza di 2 cifre alternate, nel sistema numerico decimale, nel sistema di numerazione posizionale a base 12 (515) e in quello a base 23 (191).
- È un numero odioso.

## Astronomia
- 737 Arequipa è un asteroide della fascia principale del sistema solare.
- NGC 737 è una stella della costellazione del Triangolo.

## Astronautica
- Cosmos 737 è un satellite artificiale russo.

## Altri ambiti
- 737: Boeing 737 è un aereo di linea per le rotte a breve o medio raggio, prodotto dall'azienda statunitense Boeing.